# Amazilia rosenbergi
La amazilia del Chocó, amazilia chocoano, amazilia de Rosenberg, amazilia pechimorada, amazilia pechipúrpura o diamante de lomo púrpuro (Polierata rosenbergi, anteriormente Amazilia rosenbergi), es una especie de ave de la familia Trochilidae, que se encuentra en el bosque húmedo tropical de la cuenca del Pacífico, al occidente de Colombia y Ecuador.

## Descripción
Mide 8,9 cm de longitud. Su pico alcanza 18 mm de largo. La cabeza y dorso son de color verde brillante, que se hace resplandeciente en la garganta; el macho presenta un parche azul violáceo en el centro del pecho; el vientre es marrón grisáceo con puntos verdes a los lados; la cola es negra azulada, bronceada a los lados y blanca por debajo. La hembra tiene la garganta, el pecho y la parte superior del vientre blancos, con puntos verdes desde la garganta hasta la parte inferior del vientre, que es grisácea; presenta puntos blancos sobre las plumas negras azuladas de la cola.